# Discografia di Morgan
La discografia di Morgan, cantante italiano, è costituita da undici album in studio, e trentuno singoli, pubblicati con i Golden Age, con i Bluvertigo e da solista, tra il 1989 e il 2023.

## Album in studio
- 2003 - Canzoni dell'appartamento
- 2005 - Non al denaro non all'amore nè al cielo
- 2007 - Da A ad A
- 2009 - Italian Songbook Vol. 1
- 2012 - Italian Songbook Vol. 2
- 2020 - L'audiolibro Di Morgan (Io, L'amore, la Musica, Gli Stronzi E Dio)
- 2020 - La musica seria

## Singoli
- 2003 - Altrove
- 2003 - The Baby
- 2003 - Canzone per natale
- 2003 - Aria
- 2005 - Un giudice
- 2008 - Tra 5 min.
- 2009 - Il mio mondo
- 2010 - Io che non vivo
- 2010 - La sera
- 2012 - Marianne
- 2013 - Spirito e virtù
- 2020 - Sincero
- 2022 - Battiato (mi spezza il cuore)
- 2023 - Si, certo l'amore (feat. Pasquale Panella)
- 2024 - Rutti

## Colonne sonore
- 2004 - Ingannevole è il cuore più di ogni cosa
- 2004 - Il suono della vanità

## Raccolte
- 2008 - È successo a Morgan
- 2010 - Morganicomio - Morgan al suo meglio
- 2014 - Destini cattivi
- 2016 - Morgan e Bluvertigo - i grandi successi

## Con i Golden Age

### Album in studio
- 1989 - Chains

### Singoli
- 1989 - Secret love

### Video
- 1989 - Secret Love

## Con i Bluvertigo

### Album in studio
- 1995 - Acidi e basi
- 1997 - Metallo non metallo
- 1999 - Zero - ovvero la famosa nevicata dell'85

### Singoli
- 1994 - Iodio
- 1995 - L.S.D. La sua dimensione
- 1995 - Complicità (Here is the house)
- 1997 - Il mio malditesta
- 1997 - Fuori dal tempo
- 1998 - Cieli neri
- 1998 - Altre forme di vita
- 1999 - So Low
- 1999 - La crisi⁸
- 2000 - Sovrappensiero
- 2000 - Sono=Sono
- 2001 - L'assenzio (the power of nothing)
- 2001 - Comequando
- 2008 - Altre forme di vita (Live at storytellers)
- 2015 - Andiamo a Londra
- 2016 - Semplicemente

### Raccolte
- 2001 - Pop tools

### Live
- 2008 - MTV Storytellers - Bluvertigo

### Video
- 1995 - Iodio
- 1995 - L.S.D. La sua dimensione
- 1997 - Cieli neri
- 1997 - Fuori dal tempo
- 1998 - Altre forme di vita
- 1999 - Sono=sono
- 1999 - La crisi
- 2000 - Sovrappensiero
- 2001 - L'assenzio (the power of nothing) - Regia di Asia Argento
- 2015 - Andiamo a Londra
- 2016 - Semplicemente

## Collaborazioni
Molteplici sono state le collaborazioni di Morgan con altri artisti, tra cui Franco Battiato, Edoardo Bennato, Ivano Fossati, Subsonica fino al progetto "Cantautore" brano scritto e composto da Morgan, ed utilizzato come sigla di Cantautoradio su Radio2, interpretato da oltre 40 cantautori italiani tra cui Francesco Guccini, Gino Paoli, Giuliano Sangiorgi, Alice, Federico Zampiglione, Calcutta, Sergio Cammariere, Daniele Silvestri, Alex Britti, Niccolò Fabi, Roberto Vecchioni e Eugenio Finardi.
- 1996 - Prospettiva Nevskij (cover dei Bluvertigo) in Battiato non Battiato
- 1997 - Elettrochoc e Fantasia (cover dei Bluvertigo) in Registrazioni Moderne di Antonella Ruggero
- 1997 - Buoni con il Mondo di Brando
- 1998 - Gommalacca di Franco Battiato (voce, basso)
- 1997 - Mosca Bianca di Francesca Lago (produttore)
- 1998 - Amore lontanissimo di Antonella Ruggero (partitura d'orchestra della versione presentata al Festival di Sanremo 1998)
- 1998 - Playback dei Soerba (produttore, coautore dei testi, arrangiamento, chitarra, synthm campionatore, voce, cameo nel videoclip alternativo)
- 1998 - L'immagine (voce, basso, coautore) in Exit di Alice
- 1998 - Alifib (con Morgan, Franco Battiato, Saro Cosentino) in The different you, Robert Wyatt e noi
- 1999 - Arcano Enigma di Juri Camisasca (arrangiamento di Morgan; musiche suonate dai Bluvertigo)
- 1999 - Capo Horn di Jovanotti (sintetizzatori) in Lorenzo 1999
- 1999 - L'eroe romantico de La Sintesi (produttore, coautore, arrangiatore, voce, chitarra, pianoforte, altri strumenti)
- 1999 - Discolabirinto (autore del testo e coautore della musica, Bluvertigo nel videoclip) in Microchip emozionale dei Subsonica
- 1999 - Volevo essere altrove (pianoforte, drum machine) in Nido di Cristina Donà
- 1999 - Altre forme (voce) in Martians and Spaceships di Bochum Welt
- 2000 - Chanson egocentrique (duetto con i Bluvertigo) in Personal Juke Box di Alice
- 2000 - Arsenico (basso) in Television di Paola e Chiara
- 2001 - Black Mokette di Mao (produttore)
- 2003 - R.I.P. e Quando la buona gente dice (basso); Non mi rompete (cori) in No palco del Banco del Mutuo Soccorso
- 2004 - Space Oddity (voce) in Estetica di Megahertz
- 2004 - Insieme a te sto bene (basso, apparizione nel videoclip) dei Lombroso
- 2005 - Lo show finisce qua (voce, arrangiamento, pianoforte) di Edoardo Bennato in La fantastica storia del pifferaio Magico
- 2007 - Si riparte da zero (moog); Credi di conoscermi (basso); 5 minuti (autore); Il paradiso (basso, voce, mixaggio) in Credi di conoscermi dei Lombroso
- 2008 - Di Domenico Playes Morricone (voce, strumentista)
- 2008 - ChiAramente degli Aram Quartet (produttore); Chi (Who) (coautore)
- 2009 - Domani (voce) con Artisti uniti per l'Abruzzo in Domani 21/04.2009 prodotto da Mauro Pagani
- 2009 - L'Arca di Noé di Sergio Endrigo (duetto con Sergio Cammeriere)
- 2009 - Buon Compleanno (suonato da Claudio Baglioni, Morgan, Renzo Arbore) in Q.P.G.A. di Claudio Baglioni
- 2010 - In questa città di Fabio Cinti (autore, arrangiatore)
- 2010 - Mandami un messaggio (voce) in La capanna dello zio rock di Omar Pedrini
- 2010 - Perché e Lo show finisce qua (produzione, voce, pianoforte) in MTV Classic Storytellers di Edoardo Bennato
- 2010 - L'amore è tutto qui e Il denaro (registrazione del live al Teatro Regio di Parma del 21 giugno 2008) in E continuo a cantare. Piero Ciampi live
- 2011 - Si può morire de I Gufi (duetto con i Cluster) in Italian Songbook Volume 2 di Morgan
- 2011 - L'esempio delle mele (produttore) di Fabio Cinti
- 2012 - Indifference (duetto con Asia Argento; musica di Morgan e testo di Asia Argento) eseguito a X Factor 5
- 2012 - Megalomane (remix) da Megalomane di Jessica Mazzoli
- 2012 - Benvenuto il luogo dove (cover) da Per Gaber... io ci sono
- 2012 - Autostima di prima mattina (compositore, coautore del testo, controcanto) da Autostima di prima mattina di Ics
- 2013 - Io faccio (duetto, voce e musica; apparizione nel videoclip) di Big Fish
- 2013 - 'O Sole mio (pianoforte) in Senza 'na ragione di Massimo Ranieri
- 2013 - Total Entropy di Asia Argento (voce e coautore)
- 2013 - Over the Rainbow (produttore) di Chiara
- 2014 - Requiem for Lou Reed (voce e musica) con Fabio Cinti
- 2018- Com'è lunga la notte (duetto) in L'infinito di Roberto Vecchioni
- 2019 - Cantautore - brano di Morgan interpretato da Alex Britti, Alice, Bugo, Calcutta, Caparezza, Carmen Consoli, Daniele Silvestri, Edoardo Bennato, Enrico Ruggeri, Eugenio Finardi, Federico Zampaglione, Francesco Baccini, Francesco Guccini, Giancarlo Onorato, Gino Paoli, Giuliano Sangiorgi, Luca Urbani, Max Pezzali, Mr. Agon, Niccolò Fabi, Omar Pedrini, Roberto Vecchioni, Sergio Cammariere
- 2019 - Rolls Royce di Achille Lauro - duetto al 69º Festival di Sanremo
- 2020 - Sincero di Bugo - duetto al 70º Festival di Sanremo
- 2020 - Io che non ho sognato mai (duetto) in La piramide di Luca Madonia

### Cover
- 2008 - Irene Grandi inserisce Canzone per Natale nell'album Canzoni per Natale
- 2009 - Marco Mengoni canta Amore Assurdo durante la finale di X Factor 3, l'esibizione viene pubblicata su iTunes
- 2011 - Noemi inserisce Altrove nell'album RossoNoemi
- 2012 - ICS canta Iodio dei Bluvertigo durante X Factor 6. L'esibizione viene prima pubblicata su iTunes e successivamente nell'EP Autostima di prima mattina
- 2013 - Michele Bravi canta Cieli neri dei Bluvertigo durante X Factor 7
- 2014 Paletti, Beatrice Antolini e Giusto Correnti pubblicano in esclusiva per Wired la cover di La crisi dei Bluvertigo
- 2022 - Beatrice Quinta canta La crisi dei Bluvertigo durante X Factor 16

## Videografia
- 2003 - Altrove
- 2003 - The Baby
- 2007 - Tra 5. Min
- 2007 - Amore assurdo